# Rhytidodera integrifrons
Rhytidodera integrifrons är en skalbaggsart som beskrevs av Heller 1897. Rhytidodera integrifrons ingår i släktet Rhytidodera och familjen långhorningar. Inga underarter finns listade i Catalogue of Life.